# Beltrán Pérez
Beltrán Ogilbio Pérez (nacido el 24 de octubre de 1981 en San Francisco de Macorís) es un exlanzador dominicano que jugó en las Grandes Ligas de Béisbol para los Nacionales de Washington durante la temporada 2006.
Originalmente firmado como amateur por los Diamondbacks de Arizona en 1999, fue traspasado en 2005 a los Dodgers de Los Ángeles. En 2006, firmó como agente libre con los Nacionales de Washington.
Después de lanzar para los Senadores de Harrisburg, equipo Doble-A afiliado de los Nacionales en la Eastern League, Pérez hizo su debut en Grandes Ligas el 2 de septiembre de 2006, como un lanzador de relevo. Sin embargo, hizo sus últimas tres apariciones de 2006 como un lanzador abridor.
En 2007, Pérez lanzó una vez más para Harrisburg, y también para los Clippers de Columbus, equipo Triple-A afiliado de Washington en la Liga Internacional. Ha registrado 124 entradas en 20 aperturas y dos relevos, ganando 7, perdiendo 7, y registrando una efectividad de 4.57. En 2008, Pérez lanzó para Harrisburg una vez más, terminando con récord de 3-5 con una efectividad de 6.41.